# Sandyville (Ohio)
Sandyville es un lugar designado por el censo ubicado en el condado de Tuscarawas en el estado estadounidense de Ohio. En el Censo de 2010 tenía una población de 368 habitantes y una densidad poblacional de 226,25 personas por km².

## Geografía
Sandyville se encuentra ubicado en las coordenadas 40°38′48″N 81°22′1″O / 40.64667, -81.36694. Según la Oficina del Censo de los Estados Unidos, Sandyville tiene una superficie total de 1.63 km², de la cual 1.63 km² corresponden a tierra firme y (0%) 0 km² es agua.

## Demografía
Según el censo de 2010, había 368 personas residiendo en Sandyville. La densidad de población era de 226,25 hab./km². De los 368 habitantes, Sandyville estaba compuesto por el 97.28% blancos, el 0% eran afroamericanos, el 0.27% eran amerindios, el 0% eran asiáticos, el 0% eran isleños del Pacífico, el 1.9% eran de otras razas y el 0.54% pertenecían a dos o más razas. Del total de la población el 1.9% eran hispanos o latinos de cualquier raza.